# Iván Navarro (artiste)
Iván Navarro, né en 1972 à Santiago du Chili, est un artiste chilien. Il est connu internationalement pour ses sculptures de néon et de lumière fluorescente à forte connotation sociopolitique.

## Biographie
Iván Navarro naît en 1972 à Santiago, où il suit ses études d'art à l'Universidad Católica de 1991 à 1995.
Il vit à New York à partir de 1997. En 2009 il représente le Chili à la Biennale de Venise.
Il est inspiré par l'art optique de Josef Albers et le langage des minimalistes des années 70, notamment les sculptures en néon de Dan Flavin.
Iván Navarro est connu internationalement pour ses sculptures de néon et de lumière fluorescente à forte connotation sociopolitique.